# Mütiilation
Mütiilation er et fransk black metal-band som var en del af Les Légions Noires. Siden bandet forlod Legionerne i 1996 har dets eneste medlem Meyhna'ch fortsat med at indspille musik under samme bandnavn.

## Diskografi

### Studiealbum
- 1995: Vampires of Black Imperial Blood
- 1999: Remains of a Ruined, Dead, Cursed Soul
- 2001: Black Millenium (Grimly Reborn)
- 2003: Majestas Leprosus
- 2005: Rattenkönig
- 2007: Sorrow Galaxies

### Demoer
- 1992: Rites through the Twilight of Hell
- 1993: Ceremony of the Black Cult
- 1994: Black Imperial Blood (Travel)
- 1994: Satanist Styrken
- 2001: Destroy Your Life for Satan